# گلپاشان

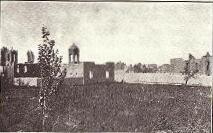
خرابه‌های گلپاشان پس از جنگ جهانی نخست.

گلپاشان شهری در کرانه باختری دریاچه ارومیه بود. این شهر در زمان خود آبادترین شهر دشت ارومیه شمرده می‌شد تا اینکه در سال ۱۹۱۸ ویران گردید.
امروزه در جای این شهر، روستای گل‌پاشین با ۲۱۰ نفر جمعیت قرار دارد و هنوز ساختمان کلیسای مارگیورکیس در آن پابرجاست.

## تاریخچه
روشن نیست آسوریان از چه زمانی در روستا ساکن بوده‌اند ولی گلپاشان را آشوری‌ها بنا کردند و از دوران پیش از تاریخ در آن زندگی می‌کردند. روستا نقش چشمگیری در نسل‌کشی آسوریان پس از جنگ جهانی نخست را بازی کرد. این شهر در سال ۱۹۱۵ زیر حمله گروه‌هایی از عثمانی‌ها قرار گرفت. حمله بعدی در سال ۱۹۱۸ روستا را به‌طور کامل از بین می‌برد. آشوری پندارهایی که به زبان آرامی نو صحبت می‌کنند و بخاطر همکاری با دول متخاصم و نسل‌کشی کردها و تراکمه از بیم مجازات توسط عثمانیان و عشیره‌ها کرد متحد عثمانی به ولایت ارومیه آمده بودند این روستا را به انبار مهمات و پایگاه تبدیل کرده بودند. آشوری پندارها با مشارکت ارمنی‌ها در سال ۱۹۱۸ که به جیلولوق معروف است، ۱۵۰ هزار ایرانی اعم از ترک و اقلیت کرد و یهودی را در مدت شش ماه در ولایات ارومیه، سلماس، خوی و … قتل‌عام کردند. البته دول آمریکا، انگلیس، فرانسه و روسیه جهت تجزیه عثمانی و ایران و سپس بین‌النهرین و سوریه از ارمنی‌ها و آشوری پندارها به‌عنوان آلت استفاده کردند و با مقاومت ترک‌ها، کردها و اعراب هرگز در تجزیه طلبی موفق نشدند[[[آشوریان و آذربایجان غربی در جنگ جهانی اول|در ویکی‌پدیا به این منبع مراجعه کنید.]]].

## کلیساها
این شهر دست کم دارای سه کلیسا بود:
- مار صیهون
- مار گوارگیس
- سنت ماری

## افراد سرشناس
- ایدن نبی تاریخ‌نگار آسوری